# Rafael Martí Orberá
Rafael Martí Orberá (Valencia, 1881-Madrid, 1963) fue un escritor español.

## Biografía
Nació en 1881 en Valencia. Julio Cejador lo describe como «excelente dramaturgo en su lengua y en castellano».  Entre sus publicaciones se encontraron títulos como Sueño de provincia (poema fantástico, Madrid, 1903), Vida (versos, Toledo, 1904), En pro del arte regional (conferencia, 1908), Teatro (3 vols., Valencia, 1914-1919), La oveja perdida (Madrid, 1917) y La deuda (Madrid, 1917). Falleció en 1963 en Madrid.